# Lipocarpha aristulata
Lipocarpha aristulata är en halvgräsart som först beskrevs av Frederick Vernon Coville, och fick sitt nu gällande namn av Gordon C. Tucker. Lipocarpha aristulata ingår i släktet Lipocarpha och familjen halvgräs. Inga underarter finns listade i Catalogue of Life.